# Sangrur (Distrikt)
Der Distrikt Sangrur (Panjabi ਸੰਗਰੂਰ ਜ਼ਿਲ੍ਹਾ) ist ein Verwaltungsdistrikt im indischen Bundesstaat Punjab. Die Hauptstadt ist Sangrur.

## Bevölkerung
Beim Zensus 2011 betrug die Einwohnerzahl 1.655.169, 10 Jahre zuvor waren es noch 1.473.242.
Das Geschlechterverhältnis lag bei 885 Frauen auf 1000 Männer.
Die Alphabetisierungsrate betrug 67,99 % (73,18 % bei Männern, 62,17 % bei Frauen).
65,10 % der Bevölkerung zählen zu den Sikhs, 23,53 % zu den Hinduisten, 10,82 % sind Muslime.

## Verwaltungsgliederung
Der Distrikt ist in 6 Tehsils gegliedert:
- Dhuri
- Lehra
- Malerkotla
- Moonak
- Sangrur
- Sunam

Im Distrikt gibt es folgende Municipal Councils:
- Ahmedgarh
- Bhawanigarh
- Dhuri
- Lehragaga
- Longowal
- Malerkotla
- Sangrur
- Sunam (Sunam Udham Singh Wala)

Nagar Panchayats im Distrikt sind:
- Khanauri
- Moonak